# Clark Ádám tér

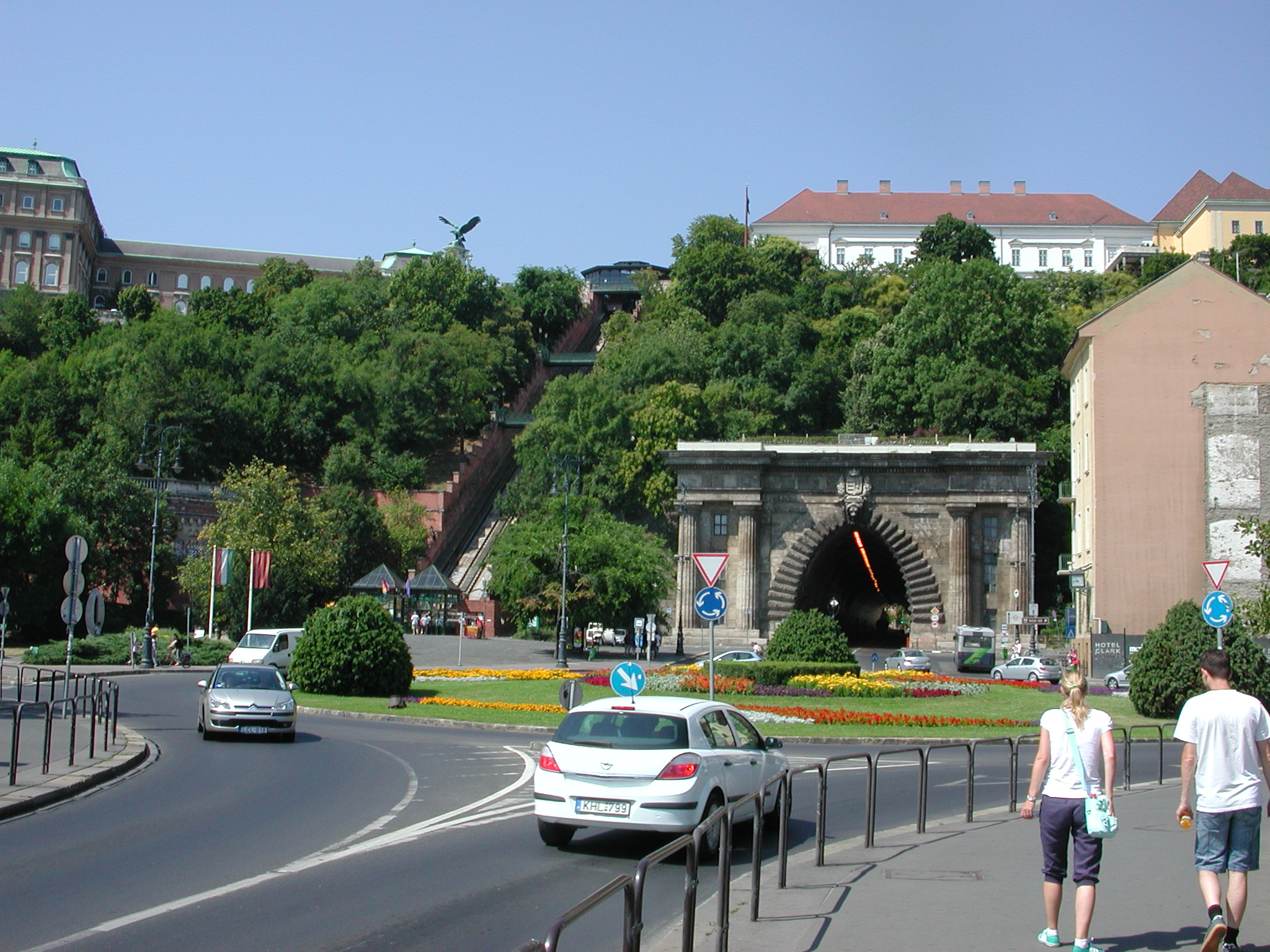
Der Clark Ádám tér mit Ostportal des Budaer Burgtunnels, im Hintergrund der Burgpalast und das Palais Sándor.

Der Clark Ádám tér ist ein Platz im I. Bezirk von Budapest.

## Lage
Der Platz liegt am Budaer Brückenkopf der Kettenbrücke, zwischen Donau und Burgberg im Stadtteil Viziváros. Hier treffen Burgtunnel, Hunyadi János út, Fő utca und Lánchíd utca in einem Kreisverkehr zusammen, der zu den verkehrsreichsten Budas zählt.
In seiner Umgebung befinden sich unter anderem die Talstation der Standseilbahn Budavári Sikló und der 0-km-Stein, von wo aus alle ungarischen Verkehrsstrecken gemessen werden.

## Geschichte
Zunächst hieß der Platz nach dem nahegelegenen Budaer Volkstheater (ungarisch: Budai Népszínház) Népszínház tér. Seit den 1870er Jahren hieß er dann Lánchíd tér (deutsch: Kettenbrücken-Platz), bis er 1912 nach dem schottischen Brückenbau-Ingenieur Adam Clark, der zum Bau der Kettenbrücke entscheidend beigetragen hat, in Clark Ádám tér benannt wurde.

## Bildergalerie

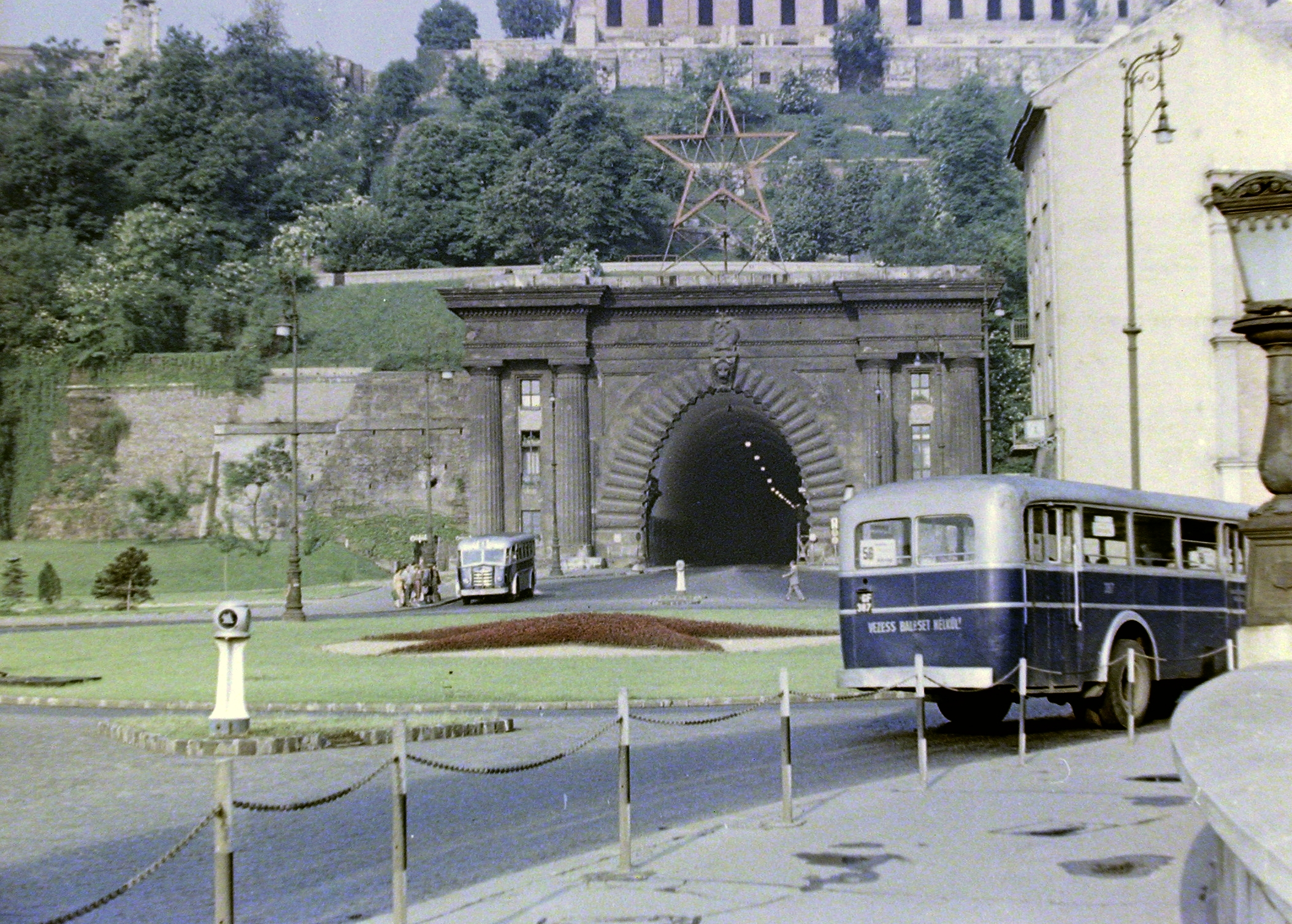
Ansicht von 1958 mit Ostportal des Burgtunnels
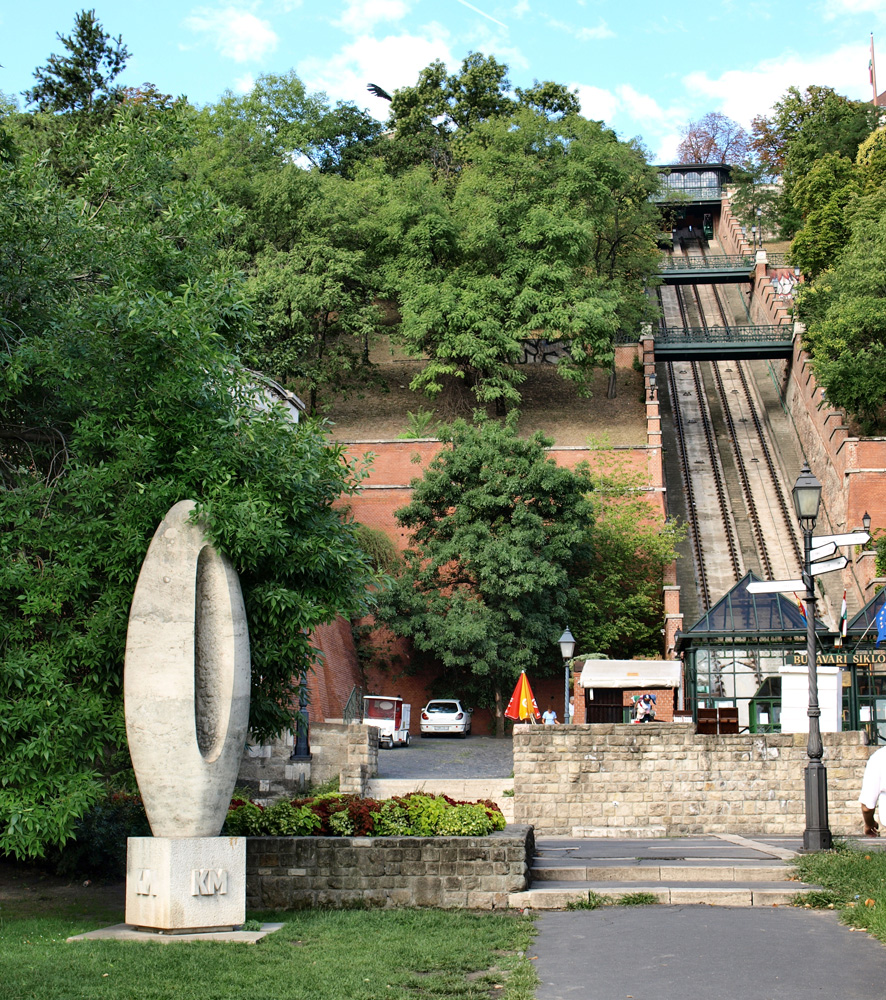
0-km-Stein und Budavári Sikló
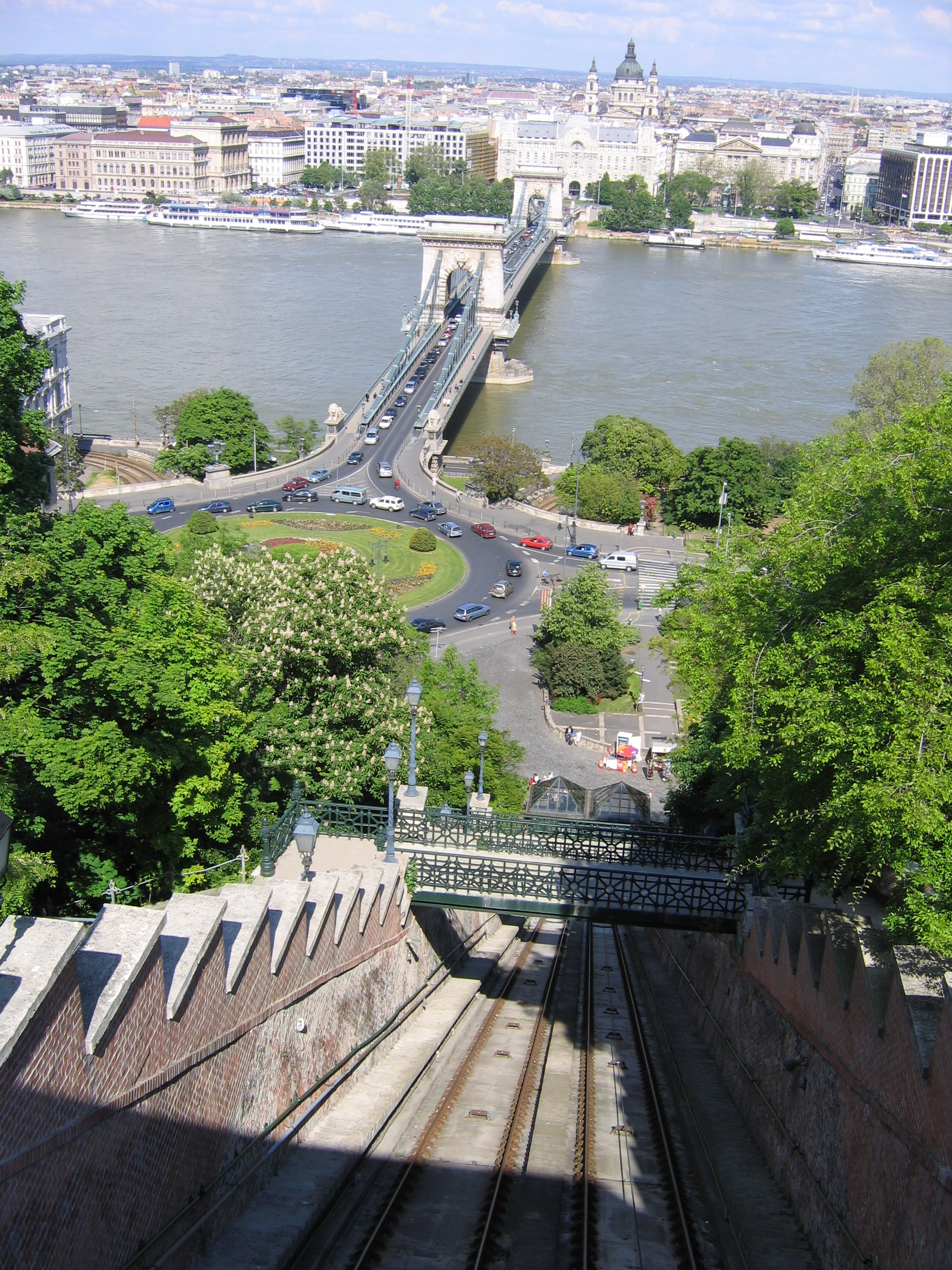
Der Platz aus dem Budavári Sikló gesehen